# 不明熱
不明熱（ふめいねつ、英Fever of Unknown Origin、略称FUO）は、原因不明の発熱性症候群の総称である。
医療機関では総合診療科によって対応されることが多い。

## 定義
1961年、Petersdorf,Beesonにより「38.3℃以上の発熱が3週間以上続き、病院での1週間以上の入院精査でも診断がつかないもの」と定義された。その後の医療技術進歩に伴い、1991年にDurackとStreetにより再定義された。

## 分類
1. 古典的不明熱
  - 38.3度以上の発熱が3週間以上持続
  - 3回の外来あるいは、3日間での入院精査でも原因不明
2. 院内不明熱
  - 入院時に感染症は存在しない
  - 入院中に38.3℃以上の発熱が数回出現
  - 2日間の培養検査も含め、3日間での入院精査でも原因不明
3. 好中球減少性不明熱
  - 好中球500/μL未満または一両日中に500/μL未満となる38.3℃以上の発熱が数回出現
  - 2日間の培養検査も含め、3日間での入院精査でも原因不明
4. HIV関連不明熱
  - HIV患者
  - 38.3℃以上の発熱が数回出現
  - 外来で4週間以上、入院で3日間以上持続
  - 2日間の培養検査も含め、3日間での入院精査でも原因不明

## 原因
不明熱の原因となる疾患は多岐にわたるが、感染症、膠原病、悪性腫瘍の三つが代表的であり、それ以外に、アレルギー、薬剤熱、詐熱など多数の疾患がある。
2017年の日本病院総合診療医学会学術総会の報告によれば不明が34%、感染症と非感染性炎症疾患が各22.5%、悪性腫瘍が11.3%であるという。また岐阜大学医学部附属病院総合内科2004年から2019年までに自己免疫疾患が31%, 感染症が24%, 最終的に診断がつかないものが26%確認された。
感染症において、気道感染や尿路感染は症状が現れやすく、不明熱の原因としては決して多くはない。結核や感染性心内膜炎、肝膿瘍、腸腰筋膿瘍などで、不明熱がみられることがある。
診断に苦慮するまれなものとして血管内大細胞型B細胞性リンパ腫（IVL, AIVL）があげられる。